# Fudbalski klub Srem
Il Fudbalski klub Srem (in serbo Фудбалски клуб Сремска Митровица?), conosciuto semplicemente come Srem (in serbo Срем?), è una squadra di calcio di Sremska Mitrovica, città nella Voivodina (Serbia).

## Nome
Srem in serbo è la Sirmia, la regione storico-geografica ove si trova Sremska Mitrovica.

## Storia
Il club viene fondato nel 1919 come SK Građanski (Cittadino). Jaroslav Daneš è il presidente, Stevan Kolarović il segretario, e la prima squadra è formata da: Gena Gecinger, Sepika Kin, Sergije Vetvinski Rus, Pera Petrović, Voja Srnić, Aleksije Petrović, Boža Repanić, Ozren Popović, Lajos Horváth, Heinrich Weiss, Victor Weiss, Dragutin Vasilić e la riserva è Vlada Tepšić. Il primo allenatore è Heinrich Weiss che è contemporaneamente giocatore e cannoniere.
Nel 1924 il club si aggrega alla Beogradskog Podsaveza (sottofederazione di Belgrado) in una lega con circa 12 squadre, così i dirigenti assumono il loro primo allenatore professionista, l'austriaco Rudolf Klick, che mantiene il ruolo per i successivi 15 anni. Nel 1925 raggiunge la finale, perdendo contro il BSK Belgrado. Il club vince anche molte piccoli tornei locali e durante questo periodo altre squadre di Sremska Mitrovica si fondono col Građanski come Viktorija, Posavina e Trgovački.
Dopo la riorganizzazione del campionato nel 1928, il Građanski diviene un membro della Novosadski loptački podsavez (sottofederazione di Novi Sad), un'altra delle sottofederazioni del tempo, le cui vincitrici si sfidano nel Državno prvenstvo per il titolo nazionale. Sebbene non riesca mai a primeggiare, il club rimane in questa lega fino alla seconda guerra mondiale.
Miladin Tintarović è una delle persone di maggior rilievo nella storia del club. Diviene segretario nel 1932 e durante la guerra viene preso prigioniero dalle forze dell'Asse. Finita la guerra ricrea il club col nome di SK Jedinstvo (Unità). Le nuove autorità comuniste decidono quali squadre possano continuare l'attività e quali debbano essere soppresse in base alla loro collaborazione con gli occupanti nazi-fascisti; dopo la domanda di Zina Mongerštern, al club viene permesso di continuare l'attività. Tintarović viene eletto nuovamente segretario, la squadra viene rinominata FK Srem e può continuare a portare i vecchi colori bianco e nero.
Fra il 1945 ed il 1992 il club milita nella seconda e nella terza divisione jugoslava. Durante gli anni '90 langue nella terza della Serbia, fino al 2002, quando si fonde con lo Zvezdara, appena retrocesso dalla massima divisione, ne rileva il titolo sportivo ed il posto in seconda lega (categoria che mantiene per un decennio).

### Cronistoria
| Stagione          | Campionato                     | Campionato        | Campionato        | Campionato                     | Coppa            |
| Stagione          | Categoria                      | Liv.              | Posizione         | Verdetti                       | Coppa            |
| ----------------- | ------------------------------ | ----------------- | ----------------- | ------------------------------ | ---------------- |
| R.S.F. Jugoslavia | R.S.F. Jugoslavia              | R.S.F. Jugoslavia | R.S.F. Jugoslavia | R.S.F. Jugoslavia              | Kup Maršala Tita |
| 1956–57           | 2. liga - III Zona             | II                | 6º su 14          |                                |                  |
| 1957–58           | 2. liga - III Zona             | II                | 5º su 14          | Vince gli spareggi salvezza    |                  |
| 1958–59           | 2. liga - Ovest                | II                | 6º su 12          |                                | 16esimi          |
| 1959–60           | 2. liga - Ovest                | II                | 8º su 12          |                                |                  |
| 1960–61           | 2. liga - Ovest                | II                | 4º su 12          |                                |                  |
| 1961–62           | 2. liga - Ovest                | II                | 4º su 12          |                                | 16esimi          |
| 1962–63           | 2. liga - Ovest                | II                | 13º su 16         |                                | Quarti           |
| 1963–64           | 2. liga - Ovest                | II                | 10º su 16         |                                |                  |
| 1964–65           | 2. liga - Ovest                | II                | 5º su 16          |                                |                  |
| 1965–66           | 2. liga - Ovest                | II                | 17º su 18         | Retrocede                      | Quarti           |
| 1966–67           | Srpska liga - Nord             | III               | 1º su 16          | Promosso                       |                  |
| 1967–68           | 2. liga - Ovest                | II                | 13º su 18         |                                |                  |
| 1968–69           | 2. liga - Nord                 | II                | 15º su 16         | Retrocede                      |                  |
| 1969–70           | Vojvođanska liga               | III               | 2º su 18          |                                |                  |
| 1970–71           | Vojvođanska liga               | III               | 1º su 18          | Promosso                       |                  |
| 1971–72           | 2. liga - Nord                 | II                | 18º su 18         | Retrocede                      |                  |
| 1972–73           | Vojvođanska liga               | III               | 4º su 18          |                                |                  |
| 1973–74           | Vojvođanska liga               | III               | 8º su 18          |                                |                  |
| 1974–75           | Vojvođanska liga               | III               | 9º su 18          |                                |                  |
| 1975–76           | Vojvođanska liga               | III               | 4º su 18          |                                |                  |
| 1976–77           | Vojvođanska liga               | III               | 3º su 18          |                                |                  |
| 1977–78           | Vojvođanska liga               | III               | 9º su 18          |                                |                  |
| 1978–79           | Vojvođanska liga               | III               | 9º su 18          |                                |                  |
| 1979–80           | Vojvođanska liga               | III               | 4º su 16          |                                |                  |
| 1980–81           | Vojvođanska liga               | III               | 3º su 16          |                                |                  |
| 1981–82           | Vojvođanska liga               | III               | 4º su 16          |                                |                  |
| 1982–83           | Vojvođanska liga               | III               | 10º su 18         |                                |                  |
| 1983–84           | Vojvođanska liga               | III               | 8º su 18          |                                |                  |
| 1984–85           | Vojvođanska liga               | III               | 8º su 18          |                                |                  |
| 1985–86           | Vojvođanska liga               | III               | 16º su 18         | Retrocede                      |                  |
| 1986–87           | ???                            | IV                |                   | Promosso                       |                  |
| 1987–88           | Vojvođanska liga               | III               | 6º su 18          |                                |                  |
| 1988–89           | Vojvođanska liga               | IV                | 5º su 18          |                                |                  |
| 1989–90           | Vojvođanska liga               | IV                | 11º su 18         |                                |                  |
| 1990–91           | Vojvođanska liga               | IV                | 3º su 18          | Promosso in 3. liga            |                  |
| 1991–92           | 3. liga - Nord                 | III               | 11º su 16         |                                |                  |
| R.F. Jugoslavia   | R.F. Jugoslavia                | R.F. Jugoslavia   | R.F. Jugoslavia   | R.F. Jugoslavia                | Kup Jugoslavije  |
| 1992–93           | Srpska liga - Nord             | III               | 3º su 16          |                                |                  |
| 1993–94           | Srpska liga - Nord             | III               | 4º su 18          |                                |                  |
| 1994–95           | Srpska liga - Nord             | III               | 5º su 18          | Passa in Srpska liga Vojvodina |                  |
| 1995–96           | Srpska liga - Vojvodina        | III               | 12º su 18         |                                |                  |
| 1996–97           | Srpska liga - Vojvodina        | III               | 17º su 18         |                                |                  |
| 1997–98           | Srpska liga - Vojvodina        | III               | 11º su 18         |                                |                  |
| 1998–99           | Srpska liga - Vojvodina        | III               | 12º su 18         |                                |                  |
| 1999–00           | Srpska liga - Vojvodina        | III               | 5º su 21          |                                |                  |
| 2000–01           | Srpska liga - Vojvodina        | III               | 3º su 18          |                                |                  |
| 2001–02           | Srpska liga - Vojvodina        | III               | 12º su 18         | Promosso                       |                  |
| 2002–03           | 2. liga SCG - Est              | II                | 4º su 12          |                                | Ottavi           |
| 2003–04           | 2. liga SCG - Est              | II                | 4º su 10          | Passa il Prva liga Srbija      | 16esimi          |
| 2004–05           | 1. liga Srbija                 | II                | 9º su 20          |                                |                  |
| 2005–06           | 1. liga Srbija                 | II                | 5º su 20          |                                |                  |
| Serbia            | Serbia                         | Serbia            | Serbia            | Serbia                         | Kup Srbije       |
| 2006–07           | 1. liga                        | II                | 14º su 20         |                                |                  |
| 2007–08           | 1. liga                        | II                | 7º su 18          |                                |                  |
| 2008–09           | 1. liga                        | II                | 9º su 18          |                                |                  |
| 2009–10           | 1. liga                        | II                | 8º su 18          |                                |                  |
| 2010–11           | 1. liga                        | II                | 14º su 18         |                                |                  |
| 2011–12           | 1. liga                        | II                | 18º su 18         | Retrocede                      | 16esimi          |
| 2012–13           | Srpska liga - Vojvodina        | III               | 15º su 16         | Retrocede                      | Preliminare      |
| 2013–14           | Vojvođanska liga - Ovest       | IV                |                   | Ritirato                       |                  |
| 2014–2018         |                                |                   |                   | Non attivo                     |                  |
| 2018–19           | Gradska liga Sremska Mitrovica | VII               | 9º su 12          |                                |                  |
| 2019–20           | Gradska liga Sremska Mitrovica | VII               |                   |                                |                  |

## Stadio
Lo Stadion Promenada è lo stadio di Sremska Mitrovica ed ha una capienza di 2500 spettatori.

## Giocatori di rilievo
- Mirko Andrić
- Igor Angelovski
- Krešimir Arapović
- Nemanja Arsenijević
- William Artur de Oliveira
- Rašo Babić
- Vladimir Bajić
- Boban Bajković
- Darko Baljak
- Milan Bojović
- Darko Božović
- Milan Ćulum
- Marko Đalović
- Nikola Dimitrijević
- Dinei
- Rade Đokić
- Bojan Đorđević
- Nikola Dragičević
- Srđan Drašković
- Vuk Đurić
- Edmilson de Carvalho Barbosa
- Erivelto Alixandrino da Silva
- Franjo Giler
- Predrag Govedarica
- Marko Ilić
- Branislav Ivanović
- Đuro Jandrić
- Dejan Janković
- Borislav Jovanović
- Miodrag Jovanović
- Đorđe Kamber
- Filip Kasalica
- Vincent Kayizzi
- Joseph Kizito
- Goran Labus
- Ognjen Lakić
- Luis Alfredo López
- Darko Lovrić
- Milan Lukač
- Bojan Malinić
- Miloš Malović
- Bogdan Marjanović
- Lazar Marjanović
- Dušan Mihajlović
- Čedomir Mijanović
- Igor Mijović
- Vladimir Miljković
- Željko Milošević
- Dragan Mutibarić
- Marko Nikolić
- Miloš Nikolić
- Boban Nikolovski
- Nemanja Obradović
- Radivoje Ognjanović
- Ivan Paunović
- Mitar Pejović
- Florin Pelecaci
- Slavko Perović
- Alejandro Pol Hurtado
- Nebojša Prtenjak
- Nenad Rajić
- Miloš Reljić
- Dino Šarac
- Vladimir Savićević
- Lawrence Segawa
- Luka Sinđić
- Aleksandar Srećković
- Nenad Srećković
- Phillip Ssozi
- Dejan Stamenković
- Darko Stanojević
- Bojan Stepanović
- Stanko Svitlica
- Thapelo Tale
- Ivan Tatomirović
- Mirko Teodorović
- Dobrivoje Trivić
- Kristijan Tucaković
- Nikola Valentić
- Nenad Vasić
- Despot Višković
- Vojislav Vranjković
- Mihajlo Vujačić
- Milan Vukašinović
- Đorđe Vukobrat
- Đuro Zec
- Nenad Živković
- Saša Zorić

## Palmarès

### Competizioni regionali
- Srpska liga Vojvodina: 1

1970-1971

### Altri piazzamenti
- Srpska Liga:

Terzo posto: 1992-1993 (girone Nord), 2000-2001 (girone Vojvodina)